# وانت مسلح

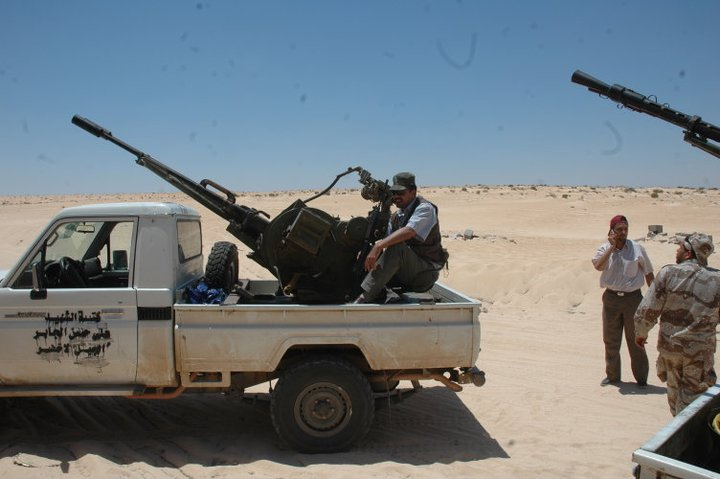
شورشیان لیبی با وانت مسلح به ضدهوایی زو-۲۳-۲

وانت مسلح یا تکنیکال نوعی خودروی جنگی است که با افزودن سلاح و قابلیت‌های جنگی دیگر به یک وانت معمولی ایجاد می‌شود. از سلاح‌های مختلفی همچون انواع تیربار، توپ‌های ضدهوایی سبک، توپ‌های بدون لگد، موشک‌های ضدتانک برای مسلح کردن تکنیکال‌ها استفاده می‌شود.
تکنیکال‌ها از خودروهای محبوب گروه‌های شورشی و شبه‌نظامی هستند اما ارتش‌های رسمی معمولاً از این خودروها استفاده نمی‌کنند چون از توانایی حفاظتی چندانی برخوردار نیستند. امتیاز این خودروها قدرت تحرک و سرعت در کنار توانایی حملات غافلگیرکننده از جهات مختلف است ولی قابلیت رویارویی مستقیم با خودروهای زره‌پوش جنگی را ندارند.
ریشه نام «تکنیکال» به عملیات نیروهای صلیب سرخ در دهه ۱۹۹۰ در موگادیشو برمی‌گردد که به شبه‌نظامیان محلی خودروهای مسلح برای ماموریت‌های حفاظتی واگذار شده بود و هزینه آن با نام «کمک‌های تکنیکال» مشخص می‌شد. رفته‌رفته واژهٔ تکنیکال برای اشاره به هر خودرویی که مردان مسلح را حمل می‌کرد به کار رفت.
تکنیکال‌ها حضور پررنگی در جنگ‌های داخلی کشورهای جهان سوم داشته‌اند. نیروهای چاد در سال ۱۹۸۷ به لطف وانت تویوتاهای مسلح به موشک میلان خود شکست سختی را بر ارتش لیبی وارد آوردند. این خودروها به قدری در این جنگ مؤثر بودند که از آن با نام جنگ تویوتا یاد می‌شود. در جنگ داخلی لیبی هم شورشیان به طور گسترده‌ای از تکنیکال‌ها استفاده کردند و در بسیاری از موارد برای محافظت در برابر گلوله‌ها این وانت‌ها را مجهز به صفحات فولادی می‌کردند. استفاده از راکت‌اندازهای مخصوص بالگردهای روسی بر روی این وانت‌ها نیز در لیبی بسیار معمول بود.